# Hyperbola moschias
Hyperbola moschias är en fjärilsart som beskrevs av Edward Meyrick 1914. Hyperbola moschias ingår i släktet Hyperbola och familjen äkta malar.
Artens utbredningsområde är Malawi. Inga underarter finns listade i Catalogue of Life.